# Diskret ophold
Diskret ophold er en dansk film fra 1946 instrueret af Ole Palsbo.
Blandt de medvirkende kan nævnes:
- Ib Schønberg
- Betty Helsengreen
- Grethe Holmer
- Lise Thomsen
- Lily Broberg
- Bjørn Watt Boolsen
- Vera Gebuhr
- Bendt Rothe
- Preben Lerdorff Rye
- Ejnar Juhl
- Preben Neergaard
- Ove Sprogøe